# Зелёные холмы Земли
«Зелёные холмы Земли» (англ. The Green Hills of Earth) — фантастический рассказ американского писателя Роберта Хайнлайна. Впервые опубликован в 1947 году. В заглавии использовано название песни, упоминаемой в рассказе Кэтрин Мур «Шамбло» (Shambleau) 1933 года, а сама эта песня (цитируемая Хайнлайном) сочинена Генри Каттнером и Кэтрин Мур для рассказа «Поиски Звёздного камня» (Quest of the Starstone) 1937 года.

## Сюжет
Рассказ повествует о Райслинге, Слепом Певце Космических Дорог.
Райслинг, некрасивый и невоспитанный матрос на космических кораблях, летавших по всей Солнечной системе, утратил зрение в результате аварии корабельного ядерного реактора. Высаженный на Марс с минимальным пособием, Райслинг не потерял себя. Он обнаружил в себе талант в пении и игре на аккордеоне и за двадцать лет исколесил все планеты Солнечной системы, кроме Земли, распевая песни своего сочинения. Он получил всеобщую известность и стал своим для всех: домом ему был любой космопорт, любой экипаж — был его экипажем; ни один шкипер не мог отказать ему взойти на корабль.
Настали новые времена, правила космических грузоперевозок запретили безбилетникам вроде Райслинга путешествовать в космосе, и он должен был совершить свой последний рейс — вернуться на Землю. Однако во время космического полёта с реактором случилась авария, убившая обслуживавшего его матроса. Райслинг, несмотря на слепоту и прошедшие годы, применил неутраченные навыки и спас корабль, получив при этом смертельную дозу облучения. Но, умирая, он спел свою самую важную песню в жизни, описывающую планеты Солнечной системы и завершающуюся куплетом:

Дай, судьба, нам последнюю посадку
На планету, где мы родились и росли,
Дай увидеть покров
Голубых облаков
И зелёные холмы Земли!Перевёл Василий Бетаки.

## Интересные факты
В честь героя рассказа названа Премия Райслинга (англ. Rhysling Award), присуждаемая в США Ассоциацией научно-фантастической поэзии за лучшие стихотворения года.

## Публикации
- Роберт Хайнлайн. Человек, который продал Луну. Зеленые холмы Земли. — М., СПб: Эксмо-Пресс, Terra Fantastica, 2002. — 540 с. — 8100 экз. — ISBN 5-7921-0534-0, 5-04-010158-9.